# 社会人劇団スリークウォーター
社会人劇団スリークウォーター（Three Quarter-）は、日本の劇団。2005年（平成17年）旗揚げ。

## 概要
「スリークウォーター」=「4分の3」。劇団員以外の客演の役者さんや スタッフさん、お手伝いさん、そしてなにより劇場に来てくださった お客様と共に「1」になることを目標に活動している、社会人を中心とした “芝居をやめられない”仲間が集まる創作集団。
2005年（平成17年）、山口敦史、清水みき枝を中心に、斉名高志、藩地真世、竹田雄らと結成された。山口敦史、清水みき枝の2人の脚本・演出家がおり、多種多様な演劇を展開している。
また、長野県の小諸市で行われているじゃんぼカボチャ祭りでの司会やコントの他、地元練馬や新座の祭りでも活躍している。
ワークショップの開催や企画運営等のプロデュース団体としても活動中。

## メンバー
- 藩地真世（代表）
- 斉名高志
- 清水みき枝
- 竹田雄
- 田村紗雪
- 岡島世里奈
- 佐藤あすか
- 工藤陽平
- 権兵衛
- ナンシー常夏
- 西風ふじ香
- 神保旬汰
- 吉田一番
- 仙波祐資
- 竹原ぽんず
- 中村貴之
- 聖
- 山下晋平
- 伊角香織
- 桝智子
- 北上真琴
- 兼古ずん
- 奥田アキラ
- 野口弘人
- 村田さき
- 染野敦子
- 並木一徳
- 望月友理
- 向井沙織
- 渡邉智美
- 手嶋一也
- 宮島愛美

## 公演
| 2005年7月  | 第1回本公演「JAM」                                                                                       |
| 2005年11月 | 第2回本公演「熱海殺人事件～売春捜査官～」                                                                |
| 2006年6月  | 第3回本公演「ハッシャ・バイ」                                                                            |
| 2006年9月  | POP Theater vol.1 in「栄大祭」                                                                           |
| 2006年10月 | POP Theater vol.2 in「小諸大橋ジャンボかぼちゃ大会」                                                     |
| 2006年10月 | POP Theater vol.3 in「けやき祭り」                                                                       |
| 2006年12月 | 第4回本公演「熱海殺人事件～モンテカルロイリュージョン～」                                                |
| 2007年6月  | 第5回本公演「七味とうがらし2007～智謀の巣～」                                                            |
| 2007年9月  | POP Theater vol.4 in「小諸大橋ジャンボかぼちゃ大会」                                                     |
| 2007年10月 | POP Theater vol.5 in「けやき祭り」                                                                       |
| 2007年12月 | 第6回本公演「朱天」                                                                                      |
| 2008年6月  | バトルロイヤル公演第一弾「熱海殺人事件～売春捜査官～」                                                   |
| 2008年10月 | POP Theater vol.6 in「小諸大橋ジャンボかぼちゃ大会」                                                     |
| 2008年11月 | 第7回本公演「BigTree～世界の果て～」                                                                     |
| 2009年5月  | バトルロイヤル公演第二弾「熱海殺人事件～モンテカルロイリュージョン～」                                   |
| 2009年11月 | 第8回本公演「本能寺異聞」                                                                                |
| 2010年3月  | バトルロイヤル公演第三弾「熱海殺人事件～売春捜査官～」                                                   |
| 2010年6月  | JAM vol.1「再び時が刻み始めるまで」                                                                      |
| 2010年7月  | ♯1 第一回公演「熱海殺人事件～売春捜査官～」                                                              |
| 2010年10月 | 第9回本公演「新撰組～幕末鎮魂歌～」                                                                      |
| 2011年2月  | バトルロイヤル公演第四弾「SCENE」                                                                        |
| 2011年3月  | 第二回ワークショップ終了公演「♭1～役者への道～」                                                         |
| 2011年6月  | JAM vol.2「六畳一間のラブパレード」                                                                      |
| 2011年8月  | ♯1 第二回公演「追憶のベロニカ～飛龍伝より～」                                                            |
| 2011年11月 | 第10回本公演「犬笛」                                                                                     |
| 2012年1月  | 第三回ワークショップ終了公演「♭1～役者への道～」                                                         |
| 2012年3月  | バトルロイヤル公演第五弾「ダンデライオン～飛龍伝より～」                                                 |
| 2012年7月  | JAM vol.3「未来の担い手たちに告ぐ」                                                                      |
| 2012年11月 | 第11回本公演「BigTree～大地讃頌～」                                                                      |
| 2013年1月  | 第四回ワークショップ終了公演「♭1～役者への道～」                                                         |
| 2013年3月  | バトルロイヤル公演第六弾「菜の花白書～飛龍伝より～」                                                     |
| 2013年6月  | クレッシェンド2013 ～演劇への道～                                                                        |
| 2013年10月 | 第12回本公演「トキグルマ」                                                                               |
| 2013年12月 | 第五回ワークショップ終了公演「♭1～役者への道～」                                                         |
| 2013年12月 | JAM vol.4「Gracia～ガラシャ～」                                                                          |
| 2014年3月  | バトルロイヤル公演第七弾「薇（ZENMAI）～飛龍伝より～」                                                   |
| 2014年6月  | クレッシェンド2014 ～演劇への道～ 「朱天～鬼種流離譚～」                                                 |
| 2014年10月 | 第13回本公演「ひまわり～日はまた昇る～」                                                                 |
| 2014年12月 | 第六回ワークショップ終了公演「♭1～役者への道～」                                                         |
| 2015年3月  | バトルロイヤル公演第八弾「ＯＬ最前線～熱海殺人事件売春捜査官より～」                                     |
| 2015年7月  | Vivace Vol.1「ライフ・ライブ・ライフ」                                                                   |
| 2015年11月 | 第14回本公演「そこのそこ」                                                                               |
| 2016年3月  | バトルロイヤル公演第九弾「熱海殺人事件～モンテカルロイリュージョン～」                                   |
| 2016年7月  | JAM vol.5「はい、こちら久米新十郎探偵事務所」                                                            |
| 2016年10月 | JAM vol.6「正しいヒーローの作り方」                                                                      |
| 2016年12月 | 第七回ワークショップ終了公演「♭1～役者への道～」                                                         |
| 2017年3月  | バトルロイヤル公演第十弾「ダンデライオンⅡ～飛龍伝より～」                                                |
| 2017年8月  | 萬劇場 ショートストーリーコレクション vol.6「こんな夏休みはイヤだ！」参加 作品名「うらぼんえ～盆送り～」 |
| 2017年9月  | バトルロイヤル公演第十一弾「響－幕末鎮魂歌－」                                                           |
| 2018年2月  | 第15回本公演「旗裏縁－本能寺異聞－」                                                                     |
| 2018年7月  | 萬劇場 ショートストーリーコレクション vol.7 「Face to Face」参加 作品名「狐狸羅－KORIRA－」              |
| 2018年11月 | JAM vol.7「ツッコミ・ガール」                                                                            |